# Kurozvanî, Hoșcea
Kurozvanî (în ucraineană Курозвани) este o comună în raionul Hoșcea, regiunea Rivne, Ucraina, formată numai din satul de reședință.

## Demografie
Componența lingvistică a comunei Kurozvanî
     Ucraineană (99,92%)
     Alte limbi (0,08%)
Conform recensământului din 2001, majoritatea populației comunei Kurozvanî era vorbitoare de ucraineană (99,92%), existând în minoritate și vorbitori de alte limbi.